# Mashima Hiro
Mashima Hiro (真島 ヒロ sinh ngày 3 tháng 5 năm 1977) là một mangaka người Nhật Bản. Anh gặt hái thành công với tác phẩm đầu tiên Rave Master - được xuất bản trên tạp chí Weekly Shōnen Magazine của Kodansha từ năm 1999 đến 2005. Tác phẩm bán chạy nhất của anh là Fairy Tail được xuất bản cũng ở tạp chí trên từ năm 2006 đến 2017, trở thành một trong những bộ manga bán chạy nhất với hơn 72 triệu bản lưu hành. Mashima đã và đang sáng tác bộ truyện Edens Zero kể từ năm 2018.
Fairy Tail đã đoạt giải Manga Kodansha ở hạng mục shōnen manga vào năm 2009, còn Mashima được trao giải Harvey Awards ở hạng mục Điểm sáng quốc tế vào năm 2017 và giải Đặc biệt Fauve tại Liên hoan truyện tranh quốc tế Angoulême 2018.

## Thân thế
Mashima cho biết trong ký ức anh luôn muốn làm nghề mangaka. Cha anh là một nghệ sĩ khao khát được theo nghề chuyên nghiệp song mất sớm khi Mashima còn nhỏ. Sống trên núi lúc còn nhỏ, ông nội mang cho anh cuốn manga đã bị vứt bỏ mà ông tìm thấy. Sau khi đọc chúng, Mashima bắt đầu vẽ hình từ chúng. Những năm tháng học cấp hai, anh bắt đầu nổi loạn và dính vào rắc rối, song vẫn kiên trì vẽ hàng ngày. Lúc học cấp ba, anh trở thành nghệ sĩ guitar trong một ban nhạc rock tên Night Meeting, nhóm này biểu diễn show cứ hai hoặc ba tháng một lần. Sau cùng Mashima bị đình chỉ học vô thời hạn do phạm luật của trường, sau đó trong thời gian bị đình chỉ, anh đã quyết định thử theo nghề mangaka chuyên nghiệp. Chuyển tới Tokyo sau khi tốt nghiệp trung học, anh đăng ký trường chuyên về giảng dạy mangaka, song rời đi mà chưa tốt nghiệp. Anh chia sẻ rằng khóa học dạy cho anh những điều cơ bản, song thấy nó không giúp ích gì cho nghề của mình.

## Sự nghiệp
Năm 1998, Mashima sáng tác bộ yomikiri manga Magician trong lúc làm việc bán thời gian tại một tụ điểm trò chơi arcade và đăng ký tham gia một cuộc thi do tạp chí Weekly Shōnen Magazine của Kodansha tổ chức. Trong lúc chờ kết quả, bộ yomikiri Bad Boys Song của anh được xuất bản vào tháng 8 năm 1998. Khi Magician được in trong số báo 51 của Weekly Shōnen Magazine (1998), tác phẩm đã giật Giải Tân binh và đem về cho Mashima tiền thưởng khoảng 7.000 đô la Mỹ. Một năm sau, anh chính thức ra mắt sự nghiệp tác phẩm đầu tay Rave Master trên Weekly Shōnen Magazine. Bộ truyện ra mắt đến 2005 và được chuyển thể thành bộ anime có nhan đề Groove Adventure Rave từ năm 2001 đến 2002. Năm 2003, anh tập hợp một vài tựa truyện yomikiri của chia thành hai tập Mashima-en - tuyển tập được cấp phép lưu hành ở Bắc Mỹ vào năm 2018. Sau khi hoàn thành Rave Master, Mashima ra mắt bộ truyện dài kỳ Monster Soul trên tạp chí tháng Comic BomBom từ 2005 đến 2007.
Mashima bắt đầu đăng Fairy Tail trên Weekly Shōnen Magazine vào năm 2006 để rồi tác phẩm trở thành một trong những bộ manga bán chạy nhất lịch sử với hơn 72 triệu bản in. Tác phẩm đã cho ra đời một nhượng quyền đồ sộ, gồm nhiều bản chuyển thể và phần ngoại truyện, trước khi ngừng xuất bản vào năm 2017. Năm 2011, Mashima sáng tác một bộ crossover manga giữa Rave Master và Fairy Tail - được xuất bản vào số báo tháng Năm của Weekly Shōnen Magazine. Bộ truyện được chuyển thể thành OVA ra mắt vào tháng 8 năm 2013. Một số đặc biệt của Weekly Shōnen Magazine (2013) có một màn crossover nhỏ giữa Fairy Tail và Thất hình đại tội của Suzuki Nakaba, trong số báo ấy mỗi tác giả vẽ một yonkoma (truyện tranh bốn khung) cho bộ truyện của từng người. Một chương crossover thật sự giữa hai bộ truyện trên đã lưu hành vào tháng 12 năm 2013. Từ 17 tháng 7 năm 2014 đến 17 tháng 7 năm 2015, Fairy Tail sở hữu một tạp chí lưu hành hàng tháng có tựa Monthly Fairy Tail Magazine - cuốn tạp chí này đã in hẳn bộ manga tiền truyện của chính Mashima có nhan đề Fairy Tail Zero.
Năm 2014, ba bộ ngoại truyện đã được khởi động: Fairy Tail: Ice Trail của Shirato Yūsuke; Fairy Tail Blue Mistral của Watanabe Rui; và Fairy Girls của Boku. Một bộ manga ngoại truyện nữa có nhan đề Fairy Tail Side Stories do Shibano Kyōta sáng tác bắt đầu lưu hành vào ngày 30 tháng 7 năm 2015, trên ứng dụng di động miễn phí Magazine Pocket của Kodansha. Ngày 25 tháng 7 năm 2018, Fairy Tail: 100 Years Quest bắt đầu có mặt trên Magazine Pocket dưới dạng phần hậu truyện chính thức của Fairy Tail. Mashima hỗ trợ các kịch bản phân cảnh gốc cho bộ manga để cho mangaka Ueda Atsuo minh họa. Cuối năm 2021, Mashima mời Kodansha Game Creators Lab tổ chức một cuộc thi tìm kiếm các ứng viên trò chơi video dựa trên Fairy Tail, hai tác phẩm thắng cuộc sẽ nhận 132.300 đô la Mỹ và 88.200 đô la Mỹ trích từ chính tiền của Mashima. Trò chơi sẽ được chế tác trên các nền tảng như Steam, iOS và Android, còn Kodansha sẽ phân phối tác phẩm thắng cuộc dự kiến được công bố vào tháng 4 năm 2022, với lợi nhuận cho Kodansha và các nhà phát triển game cùng hưởng.
Trong lúc sáng tác Fairy Tail, Mashima đã cho đăng loạt Monster Hunter Orage (bản chuyển thể của trò chơi video Monster Hunter) trên Monthly Shōnen Rival từ năm 2008 đến 2009. Cùng năm 2008, anh vẽ lại bộ manga hài cơ thể Chameleon của Kase Atsushi nhân kỷ niệm 50 thành lập Weekly Shōnen Magazine. Bộ yomikiri manga kỳ ảo sử thi của Mashima là Hoshigami no Satsuki được xuất bản trên số báo ngày 17 tháng 9 năm 2014 của Weekly Shōnen Magazine.
Mashima bắt đầu đăng bộ truyện Edens Zero trên Weekly Shōnen Magazine vào ngày 27 tháng 6 năm 2018. Từ tháng 10 đến tháng 12 năm 2019, ông sáng tác bộ truyện ngắn tập Mashima Hero's nhân dịp Weekly Shōnen Magazine tròn 60 tuổi. Đây là một màn crossover giữa ba bộ truyện Rave Master, Fairy Tail và Edens Zero của ông. Mashima vẽ bộ yomikir manga chuyển thể từ trò chơi video Dragon Quest XI S: Echoes of an Elusive Age ở số báo tháng 10 trên tạp chí V Jump của Shueisha - được phát hành vào ngày 21 tháng 8 năm 2019. Ngày 17 tháng 12 năm 2021, Mashima thông báo rằng mình tự đang phát triển tựa trò chơi video Edens Zero nhờ sử dụng RPG Maker. Anh mô tả đây là "dự án theo sở thích" mà anh làm lúc rảnh rỗi, và phát hành Rebecca to Kikai no Yōkan miễn phí trên PC vào ngày 16 tháng 3 năm 2022.

## Phong cách và ảnh hưởng

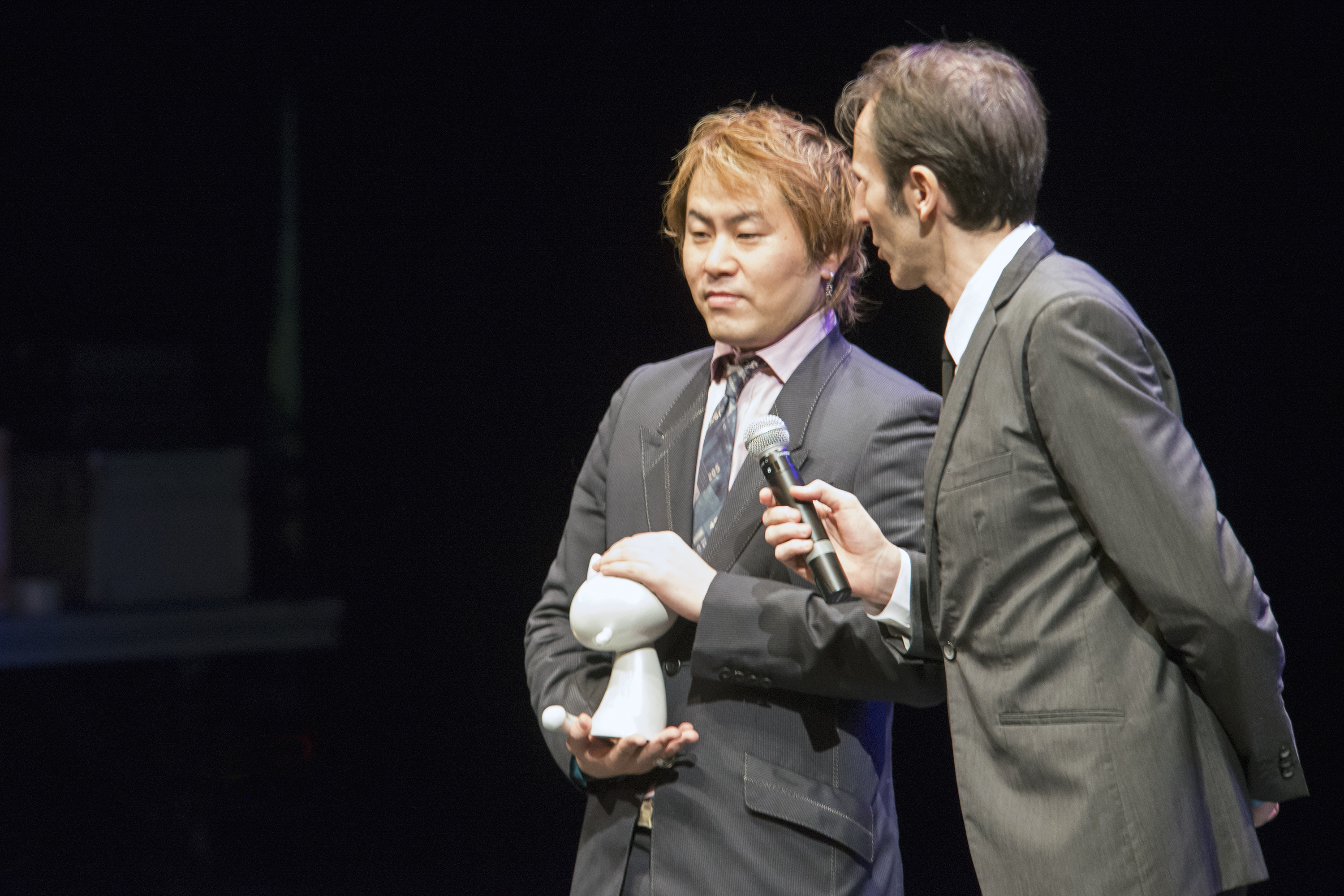
Mashima nhận giải Fauve Đặc biệt tại Liên hoan truyện tranh quốc tế Angoulême vào năm 2018

Mashima liệt kê tác phẩm Dragon Ball của Toriyama Akira là bộ manga anh yêu thích lúc nhỏ, còn loạt trò chơi video Dragon Quest và Kinnikuman của Yudetamago đã truyền cảm hứng cho anh theo nghề mangaka. Anh cũng đọc/xem một số tác phẩm của Miyazaki Hayao lúc còn nhỏ. Năm 2008, khi được hỏi liệu đang có tác phẩm hiện hành nào truyền cảm hứng cho anh không, thì Mashima đáp là Code Geass. Năm 2011, Berserk được cho là manga yêu thích của anh. Mashima đoán rằng mong muốn đưa vào những nhân vật linh vật siêu thực và kỳ lạ vào tác phẩm (chẳng hạn như Happy) chịu ảnh hưởng bởi Utsurun Desu của tác giả Yoshida Sensha. Anh cũng thấy rằng sự đối lập về mặt hình ảnh mà các nhân vật ấy đem lại thật "đẹp".
Cảm hứng của Mashima ở Rave là mong muốn chu du khắp thế giới, trong khi ở Fairy Tail thì không chỉ là ngồi trong quán bar và mở tiệc với bạn bè (hay khía cạnh cộng đồng), mà còn nói về người trẻ tìm thấy tiếng gọi của mình. Anh chia sẻ rằng khi cố cân nhắc những sở thích riêng và lợi ích của người hâm mộ về những chuyện sẽ xảy ra tiếp theo trong Fairy Tail, thì sau cùng anh ưu tiên người hâm mộ hơn.
Mashima đã đặt tên các nhân vật trong truyện của mình theo mùa. Trong Rave, nhân vật chính tên là Haru (trong tiếng Nhật là mùa xuân). Trong Fairy Tail, nhân vật chính là Natsu (trong tiếng Nhật là mùa hè). Trong Monster Soul, nhân vật chính là Aki (mùa thu), trong khi cả Monster Hunter Orage và Edens Zero đều có một nhân vật tên Shiki (trong tiếng Nhật là các mùa). Anh cũng đặt tên một nhân vật trong Fighting Force Mixture là Fuyu (tiếng Nhật là mùa đông). Mashima chia sẻ trong buổi phỏng vấn với liveabout.com rằng anh đặt tên như vậy vì độc giả Nhật Bản có thể xa lạ với những cái tên thần thoại phương Tây. Các nhân vật chính trong cả Rave và Fairy Tail đều không có cha, một phần lấy từ trải nghiệm của chính Mashima khi mà cha anh mất lúc anh còn nhỏ.
Năm 2008, Mashima có sáu trợ lý làm việc trong một khu vực rộng 8.000 foot (2.400 m) vuông với bẩy cái bàn, một chiếc và TV để chơi video game. Anh tiết lộ lịch làm việc Fairy Tail là lên kịch bản và kịch bản phân cảnh vào Thứ Hai, vẽ nháp vào ngày hôm sau, rồi vẽ và tô màu từ Thứ Tư đến Thứ Sáu. Ở dịp cuối tuần, họ thực một phần tư truyện của Monster Hunter mỗi tuần và kết thúc vào cuối tháng. Năm 2011, anh cho biết mình làm việc sáu ngày/tuần và 17 giờ/ngày. Đội trợ lý của Mashima từng có Yoshikawa Miki, song cô đã rời đi để thực hiện những tác phẩm hài lãng mạn như Đầu gấu và Bốn mắt và Yamada-kun to nana-nin no Majo. Năm 2008, họ cùng phát triển một đầu truyện yomikiri crossover có nhan đề Fairy Megane để các nhân vật từ Yankee-kun quyết đình tìm việc làm bán thời gian tại hội Fairy Tail. Những trợ lý khác cũng rời đi để theo đuổi dự án riêng còn có Mikuni Shin (người xuất bản truyện Spray King) và Yui Ueda (người xuất bản Tsukushi Biyori).

## Tác phẩm

### Manga

#### Dài tập
- Rave Master (Weekly Shōnen Magazine, 1999–2005, 35 tập)
  - Plue's Dog Diaries (プルーの犬日記? 2002–2007)
- Monster Soul (Comic BomBom, 2005–2007, 2 tập)
- Fairy Tail (Weekly Shōnen Magazine, 2006–2017, 63 tập)
  - Fairy Tail Zero (Monthly Fairy Tail Magazine, 2014–2015, 1 tập)
  - Fairy Tail: 100 Years Quest (Magazine Pocket, 2018–nay, 21 tập) – viết kịch bản/phân cảnh
- Monster Hunter Orage (Monthly Shōnen Rival, 2008–2009, 4 tập)
- Edens Zero (Weekly Shōnen Magazine, 2018–2024, 33 tập)
- Mashima Hero's (Weekly Shōnen Magazine, 2019, 1 tập)
- Gate of Nightmares (Weekly Shōnen Magazine, 2022, 2 tập) – được ghi nhận là người chế tác[32]
- Dead Rock (Monthly Shōnen Magazine, 2023–nay)[33]

#### Manga khác
- Mashima-en (ましまえん? 2003, 2 volumes) – tuyển tập truyện yomikiri:
  - Bad Boys Song (バット ボーイズ ソング Baddo Bōizu Songu?, 1998)
  - Magician (マジシャン Majishan?, 1998)
  - MP (Magic Party) (MP（マジックパーティー） Majikku Pātī?, 2000)
  - Plue's Adventure II (プルーの冒険日記II Purū Bōken Nikki II?, 2002)
  - Fairy Tale (フェアリーテール Fearī Tēru?, 2002)
  - Xmas Hearts (クリスマス ハーツ Kurisumasu Hātsu?, 2003)
  - Cocona (ココナ Kokona?, 2003)
  - Fighting Force Mixture (混合戦隊ミクスチャー Kongō Sentai Mikusuchā?, 2003)
- Chameleon (Weekly Shonen Magazine, 2008) – truyện yomikiri làm lại tựa truyện của Kase Atsushi.
- Nishikaze to Taiyō (西風と太陽, 2010)
- Hoshigami no Satsuki (星咬の皐月, 2014)
- Dragon Quest XI S Tōzoku-tachi no Banka (ドラゴンクエストXI S 盗賊たちの挽歌? 2019)